# Sam Curran
Samuel Matthew Curran (* 3. Juni 1998 in Northampton, Vereinigtes Königreich) ist ein englischer Cricketspieler, der seit 2018 für die englische Nationalmannschaft spielt. 

## Kindheit und Ausbildung
Samuel „Sam“ Curran ist Sohn des simbabwischen Cricketspielers Kevin Curran und auch sein Großvater spielte für Rhodesien First-Class-Cricket. Er hat einen Bruder, Tom Curran, der ebenfalls für die englische Nationalmannschaft spielt, und einen weiteren, Ben Curran, der für Northamptonshire spielt. Nachdem sein Vater seine Cricketkarriere aufgegeben hatte, wuchs Curran zunächst auf einer Farm in Rusape auf, bevor diese unter der Landreform im Jahr 2004 verloren ging.

## Aktive Karriere
Sein Debüt in der Nationalmannschaft gab er im Sommer 2018, als er seinen ersten Test gegen Pakistan absolvierte. Auf der folgenden Tour gegen Indien absolvierte er auch seinen ersten One-Day International (ODI) und konnte in der Test-Serie zwei Half-Centuries (63 Runs und 78 Runs) erreichen. Im ersten dieser Tests erzielte er auch 4 Wickets für 74 Runs und wurde als Spieler des Spiels ausgezeichnet. In der Folge etablierte er sich als Allrounder vor allem im Test-Team. Gegen Sri Lanka gelang ihm im November 2018 ein weiteres Fifty (64 Runs). Im November 2019 absolvierte er auf der Tour in Neuseeland sein erstes Twenty20. Kurz darauf konnte er im ersten Test in Südafrika als Bowler 4 Wickets für 58 Runs erreichen. Im September 2020 konnte er mit 3 Wickets für 35 Runs im zweiten ODI der Tour gegen Australien herausstechen, gefolgt von 3 Wickets für 28 Runs im ersten Twenty20 der Tour in Südafrika im November 2020. Im März 2021 bei der Tour in Indien erreichte er mit 95* Runs sein erstes ODI-Fifty und wurde trotz der Niederlage als Spieler des Spiels ausgezeichnet. Im Sommer 2021 konnte er gegen Sri Lanka mit 5 Wickets für 48 Runs im zweiten ODI sein erstes Five-for erzielen, wofür er abermals ausgezeichnet wurde. Im Herbst 2021 war er zunächst im Kader für den ICC Men’s T20 World Cup 2021 vorgesehen, musste jedoch auf Grund einer Rückenverletzung zurückziehen.
Es dauerte bis Juni 2022, bis er wieder in die Nationalmannschaft zurückkam. In der Vorbereitung für die Weltmeisterschaft erzielte er drei Wickets (3/25) in der Twenty20-Serie in Australien. Beim ICC Men’s T20 World Cup 2022 erzielte er im ersten Spiel 5 Wickets für 10 Runs gegen Afghanistan, wofür er als Spieler des Spiels ausgezeichnet wurde. Das Team qualifizierte sich im Finale, wo er 3 Wickets für 12 Runs gegen Pakistan erzielte und so den Titelgewinn ermöglichte. Er wurde daraufhin als Spieler des Spiels und es Turniers ausgezeichnet. Im März 2023 folgte eine ODI-Serie in Bangladesch, wo ihm im zweiten ODI 4 Wickets für 29 Runs erreichte. Er war Teil des Kaders beim Cricket World Cup 2023, kam jedoch nur bei zwei Spielen zum Einsatz und konnte dort nicht herausragen. Nach dem Turnier bestritt er eine ODI-Serie in den West Indies, wo ihm im zweiten Spiel 3 Wickets für 33 Runs gelangen, wofür er als Spieler des Spiels ausgezeichnet wurde. Beim ICC Men’s T20 World Cup 2024 war seine beste Leistung zwei Wickets (2/23) gegen die Vereinigten Staaten.